# Київське міське об'єднання товариства «Просвіта»
Київське міське об'єднання Всеукраїнського товариства «Просвіта» ім. Тараса Шевченка.

## Історія

### Перший період
Засновниками Київського товариства «Просвіта» імені Тараса Шевченка — громадської організації, що діяла на території Київської губернії з 1906 року, були Б. Грінченко, М. Грінченко, Г.Коваленко, В.Козловський, Ф.Красицький, М. В. Лисенко, Ф.Матушевський, М.Павловський, М.Синицький, М.Старицька. Київська «Просвіта» зареєстрована 26 травня 1906 року.
25 червня 1906 на загальних зборах до Ради Київського товариства «Просвіта» імені Тараса Шевченка обрано: Б.Грінченка (головою), В.Дурдуківського (скарбником), С. О. Єфремова, Л.Косач (Леся Українка) (товариш голови), О.Косач (Олена Пчілка), М.Левицького, В.Степанківського, С.Шемета (тимчасово секретарем). 23 серпня секретарем товариства став А.Яковлів, 30 листопада — Д.Дорошенко.
У квітні 1907 обрано новий склад Ради товариства: Б.Грінченко (голова), Д.Дорошенко (секретар; від 10 квітня ці обов'язки виконував В.Страшкевич, від 8 червня — М.Синицький, від 7 жовтня — В.Дурдуківський), Д. Дурдуківський (скарбник; після 8 червня його обов'язки виконував В.Цимбал), Л.Косач, О.Косач, В.Орловський (товариш голови), М.Синицький, В.Страшкевич.
Товариство зверталося до ради університету святого Володимира з проханням утворити кафедру з українською мовою викладання (1906), до української фракції Державної думи з пропозицією винести на обговорення питання про викладання українською мовою в школах (1907).
При товаристві спочатку діяли 4 комісії: видавнича, бібліотечна, артистична, шкільно-лекційна. Члени організації могли працювати у кількох комісіях. 26 листопада 1906 засновано музейну комісію, яка займалася впорядкуванням колекцій товариства та дбала про їх зростання. Організація отримала в дарунок чимало музейних експонатів. І.Зборовський із с. Яланець подарував «Просвіті» свою колекцію з етнографічних й археологічних надбань.
Видавнича комісія (9 членів) «Просвіти» вперше зібралася 25 серпня 1906. Її головою став Б.Грінченко, секретарем — В.Чеховський (від 22 вересня 1906 — П.Єфремов). Діяла також календарна підкомісія, до якої належали: В.Дурдуківський, М.Левицький, М.Павловський, В.Страшкевич. Підкомісія упорядковувала і видавала календарі товариства. Свої видання організація розсилала всім членам, певним інституціям, редакціям українських періодичних видань. Товариство, за підрахунками Н.Копиленко, у 1906—10 рр. випустило 36 видань у 173760 примірниках. 1907 року для ведення видавничих справ було засновано чотири спеціальні фонди: фонд ім. Б.Грінченка, фонд ім. М.Драгоманова, фонд ім. К.Прокоповича, фонд Леоніда Жебуньова. Член товариства А.Кримський подарував «Просвіті» право на продаж першого видання своєї «Української граматики».
11 вересня 1906 відбулося перше засідання бібліотечної комісії (20 членів). Головою комісії стала О.Косач, секретарем — В.Нікітін, від грудня 1906 — голова В.Веселовська, секретар — О.Корчевський. Бібліотека товариства у 1906 р. налічувала понад 2700 томів, найповнішим був відділ українознавства. Свою бібліотеку (1500 томів) товариству пожертвував К.Паньківський.
Артистична комісія складалася з 22 членів, її головою стала Л.Косач, секретарем — О.Дуда-Дудинський. Протягом 1906—10 комісія організувала 25 літературно-музичних вечорів, присвячених творчості М.Драгоманова, М.Коцюбинського, А.Кримського, П.Куліша, М.Старицького, І.Франка, Т.Шевченка. Поставлено декілька вистав, утворено хор.
До шкільно-лекційної комісії входило 15 осіб. Головою був О.Волошинов, секретарем — С.Веселовський. Комісія обстоювала питання відкриття української народної школи, видання підручників для середньої школи, розробки для них термінології. Рада уклала проект серії лекцій з історії української літератури. Лекторами товариства були Ф.Лук'янов, Ф.Матушевський, Л.Старицька-Черняхівська, І.Стешенко, П.Холодний, О.Черняхівський. За 4 роки товариство організувало 81 лекцію, 20 читань художніх творів для дорослих, 10 читань для дітей. У грудні 1908 почала діяти діапозитивна підкомісія, яка займалася виготовленням діапозитивів до лекцій (1909 їх виготовлено 38), залученням художників до ілюстрування народних оповідань. З листопада 1909 діяла педагогічна підкомісія (голова — С.Русова, секретар — З.Мірна). Підкомісія виступила засновницею українського дитячого садочка для дітей 1-го—7-ми років.
Київська «Просвіта» у 1906 налічувала 278 осіб, у 1909—625 членів товариства (протягом 1906—09 — 726 чл.). Почесними членами товариства стали В.Антонович, Б.Грінченко, М.Сумцов.
«Просвіта» зайнялася збором коштів на пам'ятник Т.Шевченкові. На січень 1909 було зібрано для цього 1000 рублів.
1910 на підставі постанови Київського губернського присутствія припинено функціювання Київської «Просвіти».

### Другий період
Товариство відновило свою діяльність 4 квітня 1917. Створено агітаційну, лекційну, видавничу, бібліотечну, організаційну, театральну, фінансову комісії. На загальних зборах 14 травня 1917 обрано Раду товариства та затверджено план роботи комісій. З ініціативи товариства в Києві 20—23 вересня 1917 був скликаний 1-й Всеукраїнський з'їзд «Просвіти», а 3—5 листопада 1918 — 2-й Всеукраїнський з'їзд «Просвіти». У серпні 1917 за участі товариства розроблено програму діяльності органів освіти в Україні.
Видавнича комісія у квітні 1917 перевидала твори М.Драгоманова, М.Загірної, Марка Вовчка, П.Капельгородського.
У вересні 1917 на кошти товариства відкрито 3-тю Українську гімназію у складі підготовчого та початкових (1—3-го) класів, до яких прийняли 100 учнів. 4-та Українська гімназія, до якої зарахували 102 учні, була відкрита «Просвітою» у передмісті Шулявка. У вересні 1918 за кошти київської організації відкрито ще 2 українські гімназії. Голова товариства О.Лотоцький брав участь у комісії з упорядкування могили Т.Шевченка у Каневі.
У жовтні 1918 Рада Київської «Просвіти» звернулася до гетьмана П.Скоропадського з меморандумом, в якому йшлося про велику небезпеку від затвердження російської мови як державної. Гетьман погодився зі змістом документа і запропонував Раді товариства представити йому проект закону про державну мову в Україні.
На червень 1919 до складу Київської «Просвіти» входило 530 членів. У червні—липні 1919 було надруковано 10 тисяч примірників видання «Шевченкова могила». Музейна комісія нагромадила матеріал з археологічних та етнографічних цінностей, його було передано міському музею. Бібліотека товариства влітку 1919 мала 16 відділів та налічувала до 6,5 тисяч книг. 22 вересня 1919 відкрився дитячий садочок. У листопаді 1919 організація підготувала цикл публічних лекцій з історії української мови, літератури, історії м. Києва, географії України, але здійснити ці плани не вдалося. Із встановленням радянської влади було реквізовано будинок, де містилася «Просвіта», 27 лютого 1920 націоналізовано дитячий садочок товариства, невдовзі — припинено діяльність організації.

### Третій період
У налагодженні роботи «Просвіти» в Києві в 1941 році брали участь поетеса Олена Теліга, професори Євген Онацький, Ярослав Шумелда, Юрій Шевельов, літератори Тодось Осьмачка та Михайло Зеров. Головою товариства було обрано М. Тобілевич.

### Сучасний період
Сучасний просвітянський рух в Україні розпочинався у вигляді гуртків шанувальників рідного слова. Це стало основою для створення наприкінці 1980-х Всеукраїнського Товариства української мови під головуванням Дмитра Павличка. Київську організацію очолив відомий український поет і громадський діяч Павло Мовчан, 1990-го його на цій посаді змінив завідувач кафедри німецької мови Київського політехнічного інституту Юрій Гнаткевич, який став першим головою відродженої в жовтні 1991 року Київської «Просвіти».
У грудні 2002 головою Київської крайової організації ВУТ «Просвіта» ім. Тараса Шевченка обрано Олександра Кулика.
Наприкінці травня 2004 року Київську крайову організацію ВУТ «Просвіта» ім. Тараса Шевченка відповідно до чинного законодавства було розділено на Київську міську, яку очолила старший викладач НТУУ «КПІ» Ольга Пугач, та Київську обласну, де головою обрали директора видавничого центру «Просвіта» Василя Клічака.
5 липня 2011 року головою Київського міського об'єднання Всеукраїнського товариства «Просвіта» ім. Тараса Шевченка обрано українського мовознавця, члена Центрального правління Всеукраїнської Просвіти Івана Пилиповича Ющука.
18 червня 2013 року столичних просвітян очолив Кирило Вадимович Стеценко — заслужений артист України, скрипаль, композитор, культуролог, музичний і телевізійний продюсер, педагог і громадський діяч, доцент, завідувач кафедри шоу-бізнесу Київського національного університету культури і мистецтв, онук композитора Кирила Григоровича Стеценка — одного з перших просвітян столиці.
У 2010-х рр. активними складовими Київської Просвіти є її районні у м. Києві організації та місцеві осередки, серед яких більшість  — у навчальних закладах столиці.
У 2012 р. за ініціативою відповідального секретаря Київського міського об'єднання Всеукраїнського товариства «Просвіта» ім. Тараса Шевченка Богдана Березенка було створено історичний гурток Київської Просвіти. Гуртком було організовано і проведено численні «круглі столи» за участю відомих українських істориків, конференції, інші просвітянські заходи. Інша назва і напрям діяльності гуртка: історико-філологічний, що обумовлено його спрівпрацею:
- з християнськими спільнотами у справі підготовки та видань релігійної літератури;
- з іншими видавництвами;
- з науковими і культурними організаціями щодо досліджень розвитку українського книговидання тощо.

23 червня 2017 року відбулась чергова звітно-виборча конференція Київської Просвіти, яка проходила в м. Києві у Будинку письменників. У її роботі взяло участь 55 делегатів-просвітян. Присутніми були також гості та представники засобів масової інформації.

## Керівництво
Обране 23 червня 2017 р.
Голова — Кирило Стеценко
Члени Правління:
- Ольга Ходацька — заступник голови.
- Олексій Кляшторний — відповідальний секретар.
- Лариса Преварська
- Богдан Собуцький
- Тіна Пересунько
- Зоя Голота
- Сергій Архипчук
- Надія Якименко

Члени Ревізійної комісії Київської «Просвіти» — Орест Данилевич (голова комісії), Віоріка Куконеску, Сергій Громовий.